# Yigoga orientis
Yigoga orientis là một loài bướm đêm trong họ Noctuidae.